# NCOR1
El correpresor 1 de receptor nuclear (NCOR1) es un corregulador transcripcional codificado en humanos por el gen ncor1, que contiene varios dominios de interacción con receptores nucleares. Además, NCOR1 parece estar implicado en el reclutamiento de las histona deacetilasas hacia regiones promotoras en el ADN. De hecho, NCOR1 ayuda a los receptores nucleares en la regulación de la expresión génica. NCOR1 también suele ser denominado como correpresor 1 asociado a hormona tiroidea y receptor de ácido retinoico (TRAC-1).

## Interacciones
La proteína NCOR1 ha demostrado ser capaz de interaccionar con:
- HDAC9[3]
- CHD1[4]
- HDAC7A[5]
- MAP3K7IP2[6]
- Receptor de glucocorticoides[7][8]
- MECP2[9]
- PPAR alfa[10]
- HEY2[11]
- HDAC5[12][13]
- TBL1XR1[14][15][12]
- TBL1X[15][12][16][17]
- HDAC3[14][15][18][5][12][16][19]
- ZBTB33[14]
- Receptor de ácido retinoico alfa[10][20]
- SAP30[19][21]
- Receptor androgénico[22][23][24][25]
- Receptor de ácido retinoico gamma[10]
- RUNX1T1[26][27]
- HDAC4[18][13]
- GPS2[14][15][12]
- Receptor de calcitriol[28][29]
- Proteína de la leucemia promielocítica[30]